# Linfoma primário do sistema nervoso central
O linfoma primário do Sistema Nervoso Central (LPSNC) é uma forma rara de linfoma não Hodgkin extranodal que está tipicamente confinado ao cérebro, olhos e líquido cefalorraquidiano sem evidência de disseminação sistémica. O prognóstico dos doentes com LPSNC melhorou durante as últimas décadas com a introdução de metotrexato em doses elevadas como terapia. No entanto, apesar dos progressos recentes, os resultados após o tratamento são duradouros apenas em metade dos doentes e a terapêutica pode estar associada a neurotoxicidade tardia. O LPSNC é um tumor pouco frequente e, até à data, apenas foram concluídos quatro ensaios aleatorizados e um ensaio de fase III, todos na primeira linha. 
Ao contrário de outros tumores cerebrais, tem frequentemente uma resposta favorável à quimioterapia e à radioterapia, mas, em comparação com os linfomas fora do Sistema Nervoso Central (SNC), a sobrevivência é geralmente inferior. Além disso, o prognóstico do LPSNC que falhou a terapêutica de primeira linha continua a ser mau. Embora as novas abordagens terapêuticas tenham melhorado a sobrevivência, a gestão desta doença continua a representar um desafio em neurooncologia.

## Epidemiologia
Representa até 1% dos casos de linfoma não Hodgkin (LNH) e aproximadamente 2% de todos os tumores primários do sistema nervoso central (SNC). A taxa de incidência global é de 0,43 por 100 000 pessoas, com uma ligeira predilecção pelo sexo masculino. Entre os doentes imunocompetentes, verifica-se um aumento da incidência com o avançar da idade, ocorrendo as taxas mais elevadas no grupo com mais de 75 anos. A idade mediana ao diagnóstico é de 66 anos. As taxas de LPSNC em homens e mulheres com mais de 65 anos continuam a aumentar.
O tratamento do LPSNC avançou significativamente nas últimas duas décadas e a sobrevivência a longo prazo é observada em cerca de 15% a 20% dos doentes após quimioterapia à base de metotrexato em dose elevada (HD-MTX) com ou sem radioterapia; isto é particularmente verdade para os doentes mais jovens e para os que apresentam um bom estado de desempenho. No entanto, a percentagem de sobrevivência aos 5 anos continua a ser baixa, de 33%. O LPSNC não tratado tem um prognóstico muito mau, com uma sobrevivência global (OS) de aproximadamente 1,5 meses. 

## Apresentação clínica
Os doentes com LPSNC desenvolvem sintomas neurológicos ao longo de semanas, incluindo défices neurológicos focais (56% a 70%), alterações do estado mental e do comportamento (32% a 43%), sintomas de aumento da pressão intracraniana (cefaleias, náuseas, vómitos, papiledema, 32% a 33%) e convulsões (11% a 14%), dependendo do local de envolvimento do SNC. A imagiologia revela habitualmente uma lesão maciça com realce homogéneo, na maioria das vezes uma lesão cerebral única (66%), com localização supratentorial (87%) e envolvimento dos lobos frontoparietais (39%). Menos frequentemente, estão envolvidos os olhos (15% a 25%), o LCR (7% a 42%), e só em casos raros a medula espinhal. Para avaliar a extensão da doença, o International PCNSL Collaborative Group recomenda um estadiamento inicial, incluindo ressonância magnética do cérebro (e da coluna vertebral, se existirem sintomas na coluna vertebral), avaliação oftalmológica e avaliação do LCR. Para detectar a presença de doença não relacionada com o SNC, deve ser efectuada uma tomografia por emissão de positrões/ tomografia computorizada e uma biópsia da medula óssea. O procedimento de diagnóstico de eleição para estabelecer o diagnóstico de LPSNC é uma biópsia estereotáxica ou, se o envolvimento ocular ou do LCR for evidente, pode ser suficiente uma vitrectomia ou uma citologia do LCR.
Uma vez que o LPSNC tende a envolver estruturas cerebrais profundas, as convulsões são relativamente pouco frequentes. O envolvimento ocular simultâneo ocorre em cerca de 10% a 20% dos doentes com LPSNC, que podem apresentar sintomas oculares como moscas volantes e/ou visão turva. No entanto, até metade dos doentes com envolvimento ocular não apresenta sintomas oculares. O linfoma vitreorretiniano primário é raro, com cerca de 300 novos casos diagnosticados anualmente nos Estados Unidos. Aproximadamente 15% a 20% dos doentes têm envolvimento leptomeníngeo concomitante, que é frequentemente assintomático e é detectado apenas na avaliação do líquido cefalorraquidiano (LCR). A manifestação mais rara do LPSNC é o linfoma da medula espinal, que se apresenta com sintomas que correspondem ao nível de envolvimento da medula espinal.

## Histopatologia
A maioria dos casos de LPSNC (>90%) são linfomas difusos de grandes células B (DLBCL), sendo os restantes constituídos por linfomas de células T (2%), Burkitt, linfoblásticos e de baixo grau. O DLBCL primário do sistema nervoso central é reconhecido como um subtipo distinto de DLBCL nas classificações da Organização Mundial de Saúde e expressa antigénios de células B pan (CD19, CD20 e CD79a). O antigénio associado ao melanoma (mutado) 1 (MUM1)/factor regulador do interferão 4 (IRF4) é quase sempre positivo, o CLL/linfoma 6 de células B (BCL-6) é expresso em aproximadamente 50% dos casos, o CLL/linfoma 2 de células B (BCL-2) é expresso de forma variável e o CD10 é expresso apenas numa pequena minoria de casos (aproximadamente 10%). Isto significa que a maioria dos DLBCL do SNC se assemelha mais a um centro pós-germinal ou a um imunofenótipo de células B activadas (ABC) (CD10-, BCL-6+ e MUM1/IRF4+). O BCL-6, o CD10, o BCL-2, o MUM1/IRF4 e o Ki-67 podem ter importância prognóstica. Por exemplo, a expressão de BCL-6 foi associada a resultados de sobrevivência inferiores num estudo recente sobre marcadores de diferenciação de células B e o seu impacto prognóstico numa coorte de 119 doentes de um ensaio prospectivo (G-PCNSL-SG-1).
O LPSNC DLBCL apresenta mais frequentemente uma perda da expressão do antigénio leucocitário humano de classe I e/ou do antigénio leucocitário humano de classe II em comparação com o DLBCL nodal primário. Isto pode resultar na evasão das células B neoplásicas da vigilância imunitária por parte das células T; por sua vez, isto pode explicar o pior prognóstico dos doentes com DLBCL do SNC. A extensão da hipermutação somática de proto-oncogenes também demonstrou ser maior no DLBCL do SCNP do que no DLBCL que surge fora do SNC. Uma análise genómica recente de 19 amostras de LPSNC de doentes imunocompetentes identificou anomalias recorrentes nos genes PRKCD e TOX.8 O PRKCD, uma proteína cinase pró-apoptótica, tem sido implicado em processos celulares como o crescimento, diferenciação, secreção, apoptose e desenvolvimento tumoral. O TOX desempenha um papel fundamental no desenvolvimento das células T e tem também algum efeito no desenvolvimento das células B. As mutações que conduzem à activação da via de sinalização do factor nuclear κB, como as mutações activadoras de MYD88, CARD11 e CD79 e as deleções de TNFAIP3 e TBL1XR1, são observadas em quase todos os casos de PCNSL, o que sugere que a activação do factor nuclear κB pode desempenhar um papel na patogénese do LPSNC DLBCL e pode representar um potencial alvo terapêutico. Os perfis de expressão genética também demonstram que o LPSNC é caracterizado pela expressão diferencial de genes relacionados com a adesão e as vias da matriz extracelular, incluindo MUM1, CXCL13 e CHI3L1. As alterações nos genes TP53, CDKN2A/p16, BCL-6, MYC e PAX5 também são frequentemente observadas no LPSNC.

## Diagnóstico
O LPSNC apresenta-se como uma lesão cerebral solitária em até 70% dos doentes imunocompetentes. Ocorre tipicamente na região supratentorial com uma predilecção pela substância branca periventricular. Os locais mais comuns incluem o hemisfério cerebral (38%), os gânglios basais e o tálamo (16%) e o corpo caloso (14%).13 É rara a doença confinada ao LCR, ao olho ou à medula espinal no momento da apresentação. É essencial um diagnóstico histopatológico, normalmente por biopsia cerebral estereotáxica. Ocasionalmente, a citologia do LCR e a citometria de fluxo ou a vitrectomia/biópsia coriorretiniana podem ser suficientes para um diagnóstico definitivo. No entanto, uma vez que a espera pelos resultados do diagnóstico do LCR ou do líquido vítreo pode atrasar o diagnóstico e o tratamento finais, é aconselhável efectuar uma biopsia precoce das lesões cerebrais com um aspecto radiográfico consistente com LPSNC. Os corticosteróides podem interferir com o diagnóstico histopatológico e provocar atrasos significativos no diagnóstico; por conseguinte, é importante evitar estes fármacos antes da biópsia, se possível, quando se suspeita de LPSNC.
Para além de uma biópsia tecidular diagnóstica, recomenda-se a realização de avaliações de base abrangentes, conforme descrito na Tabela 1, para estabelecer a extensão da doença e confirmar o diagnóstico de LPSNC versus LNH sistémico com envolvimento secundário do SNC. A extensão da doença deve ser avaliada com uma análise do LCR, um exame com lâmpada de fenda de ambos os olhos e uma ressonância magnética da coluna vertebral com contraste. Foi relatada evidência de doença sistémica em até 8% dos doentes que inicialmente se pensava terem LPSNC. A tomografia computadorizada (TC) PET/ FDG corporal de estadiamento pode ser mais sensível do que a TC convencional do tórax, abdómen e pélvis na detecção de doença sistémica, tal como ilustrado por um estudo retrospectivo em que 7% dos doentes apresentavam LNH sistémico por imagem FDG-PET quando a TC de estadiamento e as biópsias da medula óssea eram negativas. A biópsia e a aspiração da medula óssea também podem revelar linfoma subclínico, sistémico (por vezes de grau inferior) não detectável por outros procedimentos de estadiamento. Aproximadamente 3% dos doentes com linfoma testicular têm metástases cerebrais no momento do diagnóstico, imitando o LPSNC, e a TC ou a PET podem raramente não detectar uma anomalia no testículo; por conseguinte, deve ser considerada a ecografia testicular nos homens.
| Avaliação de referência recomendada |
| Avaliação clínica |
| Exame físico e neurológico exaustivo |
| Idade e estado de desempenho |
| Avaliação da função cognitiva (no mínimo MMSE) |
| Dosagem de corticosteróides |
| Avaliação laboratorial |
| LDH sérica |
| Função hepática e renal (incluindo depuração da creatinina) |
| Teste serológico do VIH |
| Avaliação da extensão da doença |
| RMN cerebral com gadolínio (ou TAC com contraste se a RMN for contra-indicada)                                                                                                  |
| Análise do LCR: citologia, citometria de fluxo, contagem de células, níveis de proteínas e de glucose, β2-microglobulina e rearranjo do gene da cadeia pesada da imunoglobulina |
| Exame oftalmológico, incluindo exame com lâmpada de fenda de ambos os olhos |
| Ressonância magnética da coluna vertebral com gadolínio |
| PET/CT (tórax/abdómen/pelve) |
| Biopsia da medula óssea com aspirado |
| Ecografia testicular nos homens |

## Prognóstico
A idade e o estado de saúde geral são os factores de prognóstico mais importantes para o LPSNC. Existem 2 sistemas de pontuação de prognóstico desenvolvidos especificamente para o LPSNC. O International Extranodal Lymphoma Study Group identificou os seguintes factores como preditores de sobrevivência independentes na sua análise retrospectiva de 378 doentes com LPSNC imunocompetentes: idade, estado de desempenho do Eastern Cooperative Oncology Group, nível sérico de lactato desidrogenase, concentração de proteínas no LCR e envolvimento de estruturas profundas do cérebro. O sistema de pontuação do International Extranodal Lymphoma Study Group derivado destes factores e as correspondentes taxas de sobrevivencia a 2 anos são apresentados na Tabela 2. O modelo de prognóstico do Memorial Sloan-Kettering Cancer Center é o outro sistema de pontuação (Tabela 3). Este foi derivado de uma análise retrospectiva de 338 doentes em que a idade e o estado de desempenho de Karnofsky (KPS) foram os únicos factores de prognóstico independentes.
| Tabela 2. Sistema de Pontuação de Prognóstico do nternational Extranodal Lymphoma Study Group |
| Factores de Prognóstico                                                                       |
| Idade > 60 anos                                                                               |
| ECOG PS ≥ 2                                                                                   |
| LDH elevada                                                                                   |
| Concentração elevada de proteínas no LCR                                                      |
| Envolvimento das estruturas profundas do cérebro                                              |

| Pontuações Sobrevivência global a 2 anos, % |    |
| 0 ou 1                                      | 80 |
| 2 ou 3                                      | 48 |
| 4 ou 5                                      | 15 |

| Tabela 3. Modelo de Prognóstico do Memorial Sloan-Kettering Cancer Center |                              |                    |
| Classe                                                                    | Sobrevivência global mediana | anos Sobrevivência |
| 1 (idade ≤ 50 anos)                                                       | 8,5                          | 2,0                |
| 2 (idade > 50 anos + KPS ≥ 70)                                            | 3,2                          | 1,8                |
| 3 (idade > 50 anos + KPS < 70)                                            | 1,1                          | 0,6                |

## Terapia
O tratamento do LPSNC evoluiu nas últimas décadas, mas não existe actualmente um consenso uniforme sobre o regime de tratamento ideal. Os peritos nesta área concordam que o metotrexato em dose elevada (HD-MTX) é a espinha dorsal da terapêutica multimodal, incluindo outros agentes quimioterapêuticos com ou sem radiação. As controvérsias actuais incluem o papel da cirurgia, o regime de quimioterapia inicial ideal, o papel da radiação e o tratamento do espaço do LCR.

### Cirurgia
O papel da cirurgia no LPSNC é geralmente restrito à biópsia estereotáxica devido ao crescimento tumoral difuso e generalizado. Uma ressecção cirúrgica aumenta o risco de défices neurológicos permanentes numa doença que envolve frequentemente estruturas profundas e é altamente quimiossensível. Em estudos retrospectivos, não se observou qualquer benefício em termos de sobrevivência com a ressecção subtotal ou total macroscópica, mas, recentemente, esta opinião foi posta em causa por uma análise de subconjuntos do estudo alemão PCNSL Study Group-122, que relatou melhores resultados clínicos para os doentes submetidos a ressecção subtotal ou total macroscópica. O benefício de sobrevivência perdeu-se quando ajustado para o número total de lesões. Actualmente, não existem provas suficientes para recomendar uma abordagem cirúrgica agressiva, incluindo a ressecção, do LPSNC.

### Regime inicial
Até o início da década de 1980, a radioterapia de cérebro inteiro (WBRT) era usada para tratar o LPSNC recém-diagnosticado. As taxas de resposta global (ORRs) atingiram 90%, mas a OS foi limitada a 12 a 18 meses. A radiação focal resultou em maior número de recidivas em regiões excluídas da porta de radiação, confirmando a necessidade de WBRT no CPNSL47 quando a radioterapia é utilizada. Nas décadas de 1980 e 1990, a quimioterapia foi adicionada à WBRT, e tornou-se evidente que os regimes usados em DLBCL não-SNC, como ciclofosfamida, doxorrubicina, vincristina e prednisona, eram ineficazes, em parte devido à penetração inadequada da barreira hematoencefálica (BBB). O metotrexato (MTX) penetra na BHE quando administrado em doses elevadas (> 1,5 g/m2) como infusão rápida. A HD-MTX foi eficaz em doentes com metástases do SNC de linfoma ou leucemias linfóides e, quando adicionado à WBRT, melhorou a resposta e prolongou a sobrevivência no LPSNC. São possíveis doses elevadas de MTX com a utilização concomitante de leucovorina, que evita lesões na medula óssea e nos órgãos sistémicos, limitando simultaneamente o resgate de células de linfoma no SNC devido à sua fraca penetração na BHE. Com a introdução do HD-MTX em combinação com a WBRT, a ORR manteve-se elevada (71% a 94%), mas os resultados melhoraram, com uma OS mediana de 30 a 60 meses e taxas de sobrevivência a 5 anos de 30% a 50%. A maioria dos estudos eram ensaios de fase II com um único braço, com excepção de Ferreri et al, que demonstraram que a adição de citarabina ao HD-MTX e à WBRT melhorou a ORR de 40% para 69% e prolongou a sobrevivência livre de progressão (PFS) de 3 para 18 meses, sugerindo que a poliquimioterapia é mais eficaz da que o HD-MTX com um único agente.
Com tempos de sobrevivência prolongados, os doentes tratados com quimiorradiação desenvolveram neurotoxicidade. Clinicamente, os doentes apresentavam lentidão psicomotora, disfunção executiva e da memória, alterações comportamentais, ataxia da marcha e incontinência. Os exames imagiológicos demonstraram doença difusa da substância branca e atrofia cortical-subcortical. Os dados da autópsia revelaram danos na substância branca com gliose, espessamento de pequenos vasos e desmielinização. Estas alterações são principalmente atribuídas à toxicidade sinérgica do HD-MTX e da WBRT, particularmente com doses de WBRT > 42 Gy, e encontram-se em até 40% de todos os doentes com LPSNC tratados com quimiorradiação e em 75% dos doentes com idade ≥ 60 anos.
Num esforço para reduzir a neurotoxicidade, foram realizados ensaios apenas com quimioterapia utilizando HD-MTX5, de agente único e regimes de poliquimioterapia, demonstrando ORRs de 35% a 74%, com uma OS mediana de 25 a 50 meses. O único estudo aleatório de fase III realizado em LPSNC examinou se a omissão de WBRT afectava a sobrevivência. Todos os doentes receberam HD-MTX com ou sem ifosfamida e os que obtiveram uma resposta completa foram aleatoriamente designados para receber 45 Gy de WBRT ou observação; os doentes que não obtiveram uma resposta completa foram aleatoriamente designados para receber 45 Gy de WBRT ou citarabina em dose elevada. O estudo não conseguiu atingir o seu ponto final de não inferioridade predeterminado, apesar de terem sido incluídos 551 doentes. Registou-se um incumprimento de 34% no braço da WBRT, contrastando com o cumprimento total observado no braço da quimioterapia isolada, o que dificultou a comparação. No entanto, os dados demonstraram que os pacientes que receberam WBRT tiveram uma PFS significativamente mais longa de 18 meses em comparação com os que não receberam WBRT (12 meses), mas não houve diferença na OS (32,4 meses com WBRT versus 37,1 meses sem WBRT). Com base nestes dados e no elevado risco de neurotoxicidade, a maioria dos médicos elimina a WBRT como parte dos cuidados de rotina dos doentes com LPSNC.
O rituximab, um anticorpo monoclonal dirigido contra o antigénio de superfície das células B CD20, melhorou dramaticamente a resposta e o resultado clínico no DLBCL e foi incorporado nos regimes de tratamento de primeira linha do LPSNC. O rituximab é uma proteína de grandes dimensões, mas pode ser detectado no LCR a um nível baixo após administração sistémica em doentes com PCNSL e no local do tumor onde a BHE se encontra interrompida. O ensaio IELSG32 distribuiu aleatoriamente os doentes com PCNSL para receberem HD-MTX e citarabina com ou sem tiotepa e com ou sem rituximab como tratamento de primeira linha, seguido de WBRT (45 Gy) ou quimioterapia de alta dose com resgate de células estaminais (HDC-ASCT) como consolidação. Os resultados da primeira aleatorização demonstraram que a adição de rituximab a HD-MTX/ citarabina melhorou a ORR (73% vs 53%) e a PFS mediana (20 vs 6 meses).41 Além disso, a adição de tiotepa a rituximab e HD-MTX/ citarabina (regime MATRix) melhorou ainda mais a ORR para 86%, mas a PFS mediana não foi atingida. Outro ensaio aleatório em curso do Hemato-Oncologie voor Volwassenen Nederland/Australasian Leukaemia and Lymphoma Group (HOVON/ALLG; EudraCT, No. 2009-014722-42) também está a abordar o papel do rituximab no LPSNC, atribuindo aleatoriamente aos doentes o tratamento com HD-MTX, teniposide, carmustina (BCNU) e prednisona (MVBP) com ou sem rituximab, seguido de consolidação com citarabina e WBRT. Este ensaio ainda não comunicou dados sobre os resultados, mas os dados retrospectivos e o ensaio MATRix sugerem fortemente que a adição de rituximab à terapêutica de indução é benéfica em doentes com LPSNC.
Para determinar se a WBRT de dose reduzida para consolidação conduz a uma menor neurotoxicidade com um controlo duradouro da doença, utilizámos rituximab, HD-MTX, vincristina e procarbazina (R-MVP) seguido de WBRT de dose reduzida (23,4 Gy) num estudo de fase II realizado numa única instituição. Não demonstrámos qualquer comprometimento cognitivo clinicamente ou através de testes psicométricos formais, com uma ORR de 78% e uma PFS mediana de 7,7 anos. Esta abordagem está a ser testada pelo RTOG (Radiation Therapy Oncology Group)/NRG num contexto aleatório de fase II em que todos os doentes continuarão a receber testes psicométricos para avaliar as consequências cognitivas da recaída, bem como do tratamento.
O estudo multicêntrico Cancer and Leukemia Group B (CALGB) rituximab, HD-MTX e temozolomida (R-MT), seguido de consolidação com etoposide e citarabina em dose elevada. Foi observada uma ORR de 72% com uma PFS mediana de 48 meses, comparável aos resultados alcançados com quimiorradiação combinada. Curiosamente, o RTOG 0227 utilizou um regime semelhante de R-MT seguido de consolidação com WBRT. Apenas 66% dos doentes foram avaliados quanto à resposta radiográfica, mas foi observada uma ORR de 86%, com uma PFS mediana de 90 meses. O regime de R-MT está actualmente a ser utilizado num ensaio aleatório CALGB de fase II, no qual todos os doentes receberão R-MT seguido de consolidação com etoposídeo/ citarabina ou HDC-ASCT.
Para intensificar ainda mais a consolidação, particularmente em doentes com resposta completa ou parcial significativa, o HDC-ASCT pode melhorar o controlo da doença através de concentrações mais elevadas de fármacos no SNC, contornando a quimiorresistência mediada pela BHE. Diferentes regimes de condicionamento conduziram a resultados variados, embora os tratamentos à base de tiotepa tenham demonstrado melhores resultados clínicos em comparação com os regimes à base de BCNU mais comummente utilizados (BCNU, etoposídeo, citarabina, melfalano [BEAM] ou ciclofosfamida, etoposídeo, BCNU [CBV]). Recentemente, dois estudos - um que utilizou rituximab, HD-MTX, tiotepa e citarabina e outro que utilizou R-MVP como regimes de indução e HDC-ASCT como consolidação (ambos com condicionamento à base de tiotepa) - demonstraram uma ORR elevada (> 90%) e uma PFS prolongada (> 74 meses), sugerindo que o HDC-ASCT é uma estratégia de consolidação promissora, mas esta abordagem está limitada a doentes com uma função orgânica adequada e pode excluir doentes idosos.
Actualmente, o HD-MTX (> 3 g/m2) e o rituximab devem fazer parte de qualquer tratamento de indução. Os regimes actualmente utilizados para a indução são R-MVP, R-MT, MATRix ou R-MVBP, dependendo da região geográfica e da preferência do médico. Até à data, não foi efectuado qualquer estudo de comparação. O único estudo de comparação comparou HD-MTX e temozolomida com HD-MTX, vincristina e procarbazina (MVP) numa população idosa (idade ≥ 60 anos) num ensaio multicêntrico de fase II. Os perfis de toxicidade foram semelhantes entre os grupos. A ORR foi de 82% no grupo MVP e de 71% no grupo HD-MTX e temozolomida, e a OS mediana foi de 31 e 14 meses, respectivamente. Embora estas tendências não tenham sido estatisticamente significativas, os resultados favorecem o regime MVP. Para a consolidação, é utilizada radiação (23,4 ou 45 Gy), quimioterapia convencional (citarabina, etoposido mais citarabina), HDC-ASCT (em doentes mais jovens e em doentes com função orgânica adequada) ou observação (em doentes idosos ou incapazes de tolerar tratamento adicional). Espera-se que os ensaios em curso, que atribuem aleatoriamente aos doentes diferentes tratamentos de consolidação, permitam esclarecer melhor o regime de consolidação ideal. Para além disso, a idade e a resposta à terapêutica de indução devem ser utilizadas para orientar a escolha da consolidação.

### Tratamento do espaço do LCR
Não existe consenso relativamente ao papel da quimioterapia intraventricular ou intratecal (IT). O LCR pode ser um santuário para as células do linfoma e contribuir potencialmente para o insucesso do tratamento e recaídas precoces. É possível obter uma exposição mais prolongada a concentrações citotóxicas no LCR com a administração de fármacos por via intravenosa, mas esta pode aumentar a neurotoxicidade. Em estudos retrospectivos, não foram demonstrados benefícios nas taxas de resposta ou de sobrevivência com a adição de quimioterapia intravenosa, tendo sido observada uma elevada taxa de infecção por Ommaya em pelo menos um estudo. Actualmente, a quimioterapia IT não faz parte da rotina de nenhum regime de indução. O rituximab IT isolado ou em combinação com MTX foi associado a resposta tanto na doença leptomeníngea recorrente como na doença subependimária. Actualmente, não existem dados que sugiram que os doentes recém-diagnosticados com LPSNC com ou sem doença no LCR ou ocular devam ser tratados de forma diferente.

## Tratamento do PCNSL recorrente
A recidiva da doença é comum em doentes com LPSNC e raramente ocorre fora do SNC. Apesar dos avanços no tratamento inicial, até metade dos doentes recidiva e 10% a 15% têm doença refractária primária. Os doentes com LPSNC refractário primário ou recidivado têm um mau prognóstico, com uma sobrevivência média de 2 meses sem tratamento adicional. O tempo médio até à recidiva é de 10 a 18 meses e a maioria das recidivas ocorre nos primeiros 2 anos após o diagnóstico inicial. Além disso, foi observada recidiva da doença mais de 5 anos após o diagnóstico inicial. O regime de terapia ideal para doentes com LPSNC recorrente ou refractário ainda não foi estabelecido. Até à data, não foram realizados ensaios aleatórios nesta população de doentes, em parte devido a (1) conhecimentos limitados sobre a fisiopatologia desta doença que apontem para alvos específicos dos medicamentos e (2) aos locais heterogéneos de recorrência (cérebro, LCR, olhos ou uma combinação destes), ao número de recorrências e à idade na recorrência.
Foram realizados numerosos pequenos estudos retrospectivos. A WBRT e a reintrodução de HD-MTX parecem ser eficazes. O re-tratamento dos doentes com MTX conduziu a uma ORR de 85% a 91%,74,80 com uma OS mediana de 41 a 62 meses. A WBRT foi associada a uma ORR de 74% a 79% e a uma OS mediana de 10 a 16 meses, podendo ser considerada em doentes que não a tenham recebido como parte da terapêutica inicial. Até à data, a eficácia da reintrodução do HD-MTX ou da WBRT não foi avaliada em estudos prospectivos, mas a reintrodução do HD-MTX pode ser considerada como o regime de tratamento mais frequentemente utilizado em doentes com LPSNC recorrente, especialmente quando houve um longo período de remissão após a terapêutica inicial com HD-MTX e o doente respondeu anteriormente ao HD-MTX.
Os ensaios prospectivos que utilizaram agentes únicos como o pemetrexedo, o topotecano e a temozolomida, bem como o rituximab, demonstraram ORRs de 31% a 55% com PFS mediana limitada de 1,6 a 5,7 meses. Além disso, os resultados promissores observados em relatórios retrospectivos não foram confirmados em ensaios prospectivos (por exemplo, rituximab em combinação com temozolomida). Rubenstein et al investigaram um regime IT de rituximab (10 ou 25 mg) duas vezes por semana em combinação com MTX uma vez por semana (12 mg) em doentes com LPSNC recorrente. As toxicidades limitaram-se a linfopenia, parestesias, arrepios, hipertensão e rigores. Foi observada uma taxa de resposta de 43%. Este regime de tratamento pode ser considerado em doentes que já não toleram as opções sistémicas. Um ensaio multicêntrico prospectivo francês de etoposídeo/ citarabina em dose elevada seguido de HDC-ASCT demonstrou uma PFS mediana de 11,6 meses e uma OS a 2 anos de 45%. A idade dos participantes foi limitada aos doentes com menos de 65 anos. O HDC-ASCT não é viável na maioria dos doentes idosos, limitando esta abordagem de tratamento a doentes mais jovens com PCNSL recorrente.
O conhecimento mais aprofundado da fisiopatologia do LPSNC levou à introdução de agentes específicos no tratamento da recorrência da doença. O primeiro agente alvo foi o inibidor do alvo mamífero da rapamicina temsirolimus num ensaio multicêntrico alemão de fase II. O tratamento foi associado a uma ORR de 54%, mas a PFS mediana foi de apenas 2,1 meses. Actualmente, estão a ser investigados outros agentes específicos. Na reunião da Sociedade Americana de Hematologia de 2016, foi dedicada uma secção inteira aos resultados dos agentes-alvo nesta população de doentes. Dois estudos utilizaram o inibidor da tirosina quinase Bruton, o ibrutinib, nas doses de 560 e 840 mg por dia. No ensaio de 560 mg, foram incluídos doentes com LPSNC recorrente ou linfoma ocular, e os primeiros 18 doentes obtiveram três respostas completas e sete respostas parciais após 2 meses de tratamento. No ensaio de 840 mg, 20 doentes com LPSNC recorrente e linfoma secundário do SNC obtiveram uma ORR (completa e parcial) de 75% (77% no LPSNC e 71% no linfoma secundário do SNC) e uma PFS mediana de 5,4 meses num seguimento mediano de 255 dias. Em ambos os ensaios, bem como num ensaio adicional que combinou ibrutinib com temozolomida, doxorrubicina, etoposídeo, dexametasona e rituximab, foi observada aspergilose pulmonar e cerebral. Um ensaio que utilizou lenalidomida em combinação com rituximab de manutenção teve uma ORR de 67% e uma PFS mediana de 8,1 meses (45 de 50 doentes foram avaliados quanto à resposta). Estas elevadas taxas de resposta são encorajadoras, e estão em curso ensaios adicionais com inibidores-alvo, combinando agentes-alvo com quimioterapia convencional e inibidores do ponto de controlo.
Tal como acontece com os regimes iniciais, a idade, o estado de desempenho, as terapias anteriores e a duração da resposta anterior são guias para a escolha do tratamento de resgate até que os dados de ensaios clínicos aleatórios identifiquem o regime de tratamento ideal para doentes com linfoma recorrente do SNC.

## Perspectivas
Nas últimas décadas, registaram-se progressos significativos no tratamento do LPSNC. Prevê-se agora que até metade dos doentes recém-diagnosticados com LPSNC terão um controlo a longo prazo, apesar de terem sido notificadas recaídas raras mais de 10 anos após o diagnóstico. O objectivo actual é optimizar o tratamento inicial para reduzir o número de doentes refractários, prolongar a remissão e aumentar as opções de tratamento para os doentes com LPSNC recorrente. Além disso, o crescimento da população idosa e o aumento do número de doentes idosos com LPSNC exigem a realização de ensaios dirigidos especialmente a esta população de doentes.